# Палу (Элязыг)
Палу (тур. Palu) — город и район в провинции Элязыг на востоке Турции.

## История
О поселении было уже известно ещё со времён государства Урарту. В армянской традиции город назывался Балаховит (арм. Բալահովիտ) или Балу, который входил в уезд Балаховит провинции Цопк. Город отошёл сельджукам в 1071 году после победы в битве при Манцикерте. Коренное население города — армяне, до 1915 года составляющие около половины населения района, были либо убиты, либо изгнаны во время Геноцида армян.